# Артур Саллі
Артур Саллі (англ. Arthur Sulley, 8 листопада 1906 — 7 листопада 1994) — британський академічний веслувальник.
Срібний призер Олімпійських Ігор 1928 року в складі вісімки.